# Janov (okres Rakovník)
Janov (německy Johannisthal) je obec v okrese Rakovník ve Středočeském kraji. Leží na samé hranici s krajem Ústeckým, necelých čtrnáct kilometrů severozápadně od Rakovníka a patnáct kilometrů jihovýchodně od Žatce. Žije zde 152 obyvatel.

## Historie
Vznik Janova spadá oproti jiným obcím do doby poměrně nedávné. Osadu nechal založit Jan Štěpán hrabě Meraviglia-Crivelli, majitel panství Olešná, v sedmdesátých letech 18. století. Název se připomíná v německé podobě Johannisthal k roku 1845; český úřední název, užívaný ve druhé polovině 19. století zněl Janové Údolí.
V roce 1885 byla ve vsi zřízena samostatná jednotřídní škola, roku 1903 založen sbor dobrovolných hasičů, v roce 1912 vysázeno lipové stromořadí. 
Obyvatelstvo Janova bylo národnostně velkou většinou české (kolem roku 1910 např. 280 Čechů a 10 Němců), přesto došlo po Mnichovské dohodě k dodatečnému záboru Janova nacistickým Německem dne 24. listopadu 1938. Několik desítek osob se následně odstěhovalo do vnitrozemí, pozůstalé obyvatele čekala pod německou správou všeobecná diskriminace. Za druhé světové války se v řadách čsl. zahraničního vojska coby příslušník paraskupiny Zinc vyznamenal janovský občan rtm. Arnošt Mikš, rodák z čp. 21 (na domě je pamětní deska), který zahynul v přestřelce na Požárech s příslušníky protektorátního četnictva. Posléze byli na kobyliské střelnici popraveni i jeho bratři Antonín Mikš a František Mikš.

## Obyvatelstvo
| Rok            | 1869 | 1880 | 1890 | 1900 | 1910 | 1921 | 1930 | 1950 | 1961 | 1970 | 1980 | 1991 | 2001 | 2011 | 2021 |
| -------------- | ---- | ---- | ---- | ---- | ---- | ---- | ---- | ---- | ---- | ---- | ---- | ---- | ---- | ---- | ---- |
| Počet obyvatel | 292  | 267  | 303  | 316  | 290  | 308  | 308  | 218  | 207  | 168  | 142  | 118  | 100  | 116  | 140  |
| Počet domů     | 31   | 43   | 46   | 46   | 54   | 55   | 70   | 73   | 66   | 60   | 58   | 70   | 71   | 75   | 78   |

## Obecní správa

### Územněsprávní začlenění
Dějiny územněsprávního začleňování zahrnují období od roku 1850 do současnosti. V chronologickém přehledu je uvedena územně administrativní příslušnost obce v roce, kdy ke změně došlo:
- 1850 země česká, kraj Praha, politický i soudní okres Rakovník, obec Svojetín[7]
- 1855 země česká, kraj Praha, soudní okres Rakovník, obec Svojetín
- 1868 země česká, politický i soudní okres Rakovník, obec Svojetín
- 1939 země česká, Oberlandrat Kladno, politický i soudní okres Rakovník, obec Svojetín[8]
- 1942 země česká, Oberlandrat Praha, politický i soudní okres Rakovník, obec Svojetín[9]
- 1945 země česká, správní i soudní okres Rakovník, obec Svojetín[10]
- 1949 Pražský kraj, okres Rakovník, obec Svojetín[11]
- k 12. srpnu 1950 Pražský kraj, okres Rakovník[12]
- 1960 Středočeský kraj, okres Rakovník
- k 1. lednu 1980 Středočeský kraj, okres Rakovník, obec Kounov[13]
- k 24. listopadu 1990 Středočeský kraj, okres Rakovník[13]
- 2003 Středočeský kraj, obec s rozšířenou působností Rakovník

### Obecní symboly
Znak a vlajka byly obci uděleny rozhodnutím předsedy Poslanecké sněmovny Parlamentu České republiky dne 9. prosince 2002.

## Doprava
Dopravní síť
- Pozemní komunikace – Do obce vedou silnice III. třídy. Po hranici katastru obce vede silnice II/227 Žatec – Kněževes – Rakovník.

- Železnice – Na území obce se nachází jedna železniční zastávka, která se jmenuje Janov u Rakovníka. V této zastávce ovšem dnes již nezastavují žádné vlaky. Na území obce se mimoúrovňové kříží dvě železniční tratě, a to Trať 124 Lužná u Rakovníka - Žatec - Chomutov a Trať 126 Rakovník - Louny - Most. Železniční Trať 124 Lužná u Rakovníka – Žatec – Chomutov je jednokolejná celostátní trať, doprava na ní byla zahájena roku 1870. Železniční Trať 126 Most – Louny – Rakovník je jednokolejná celostátní trať, doprava byla mezi Rakovníkem a Louny zahájena roku 1904.

Veřejná doprava 2011
- Autobusová doprava – V obci měly zastávku autobusové linky Svojetín-Kounov (v pracovních dnech 1 spoj) a Rakovník-Kounov-Mutějovice (v pracovních dnech 5 spojů) (dopravce ANEXIA s. r. o.). O víkendu byla obec bez dopravní obsluhy.

## Galerie

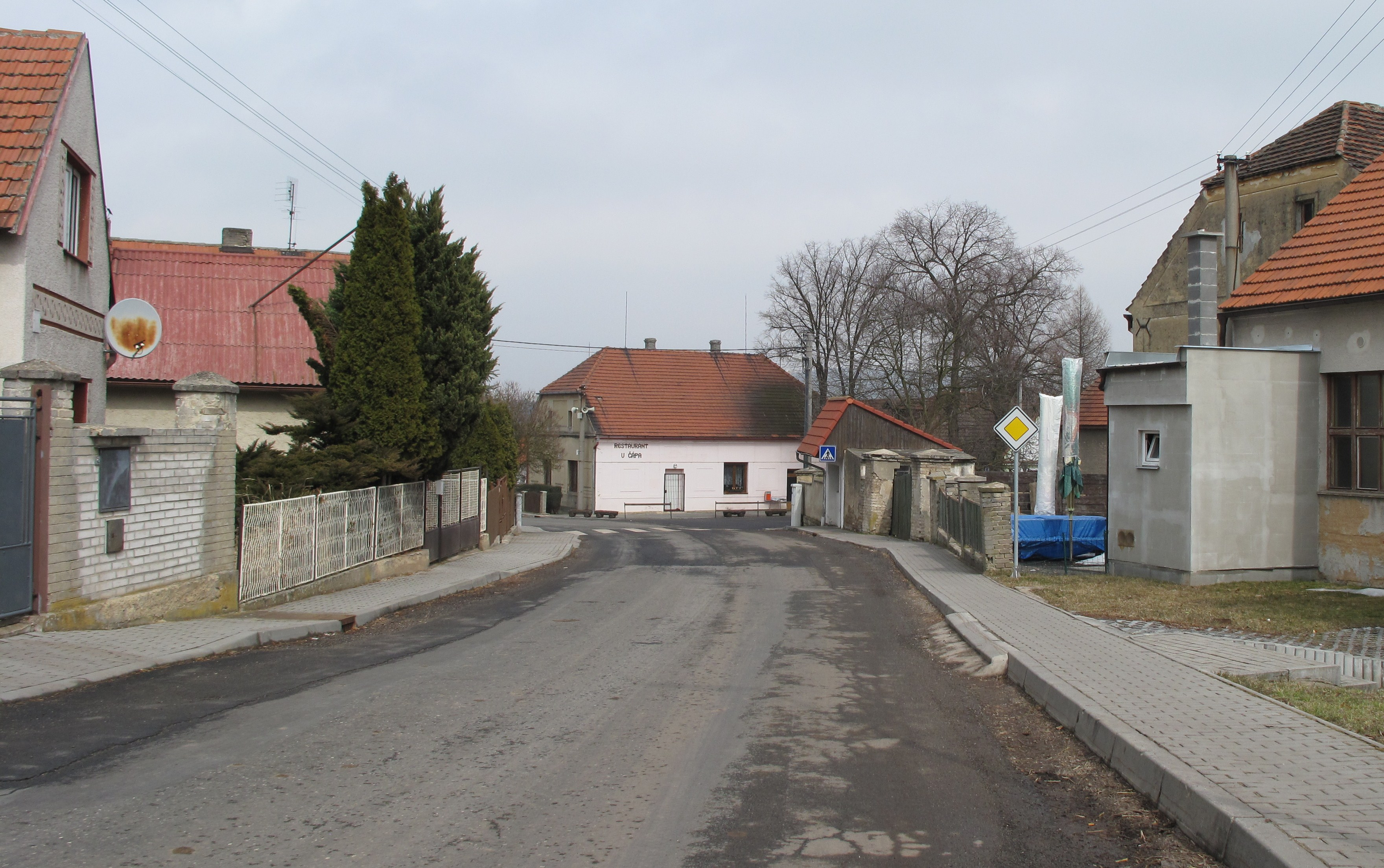
Restaurace U Čápa
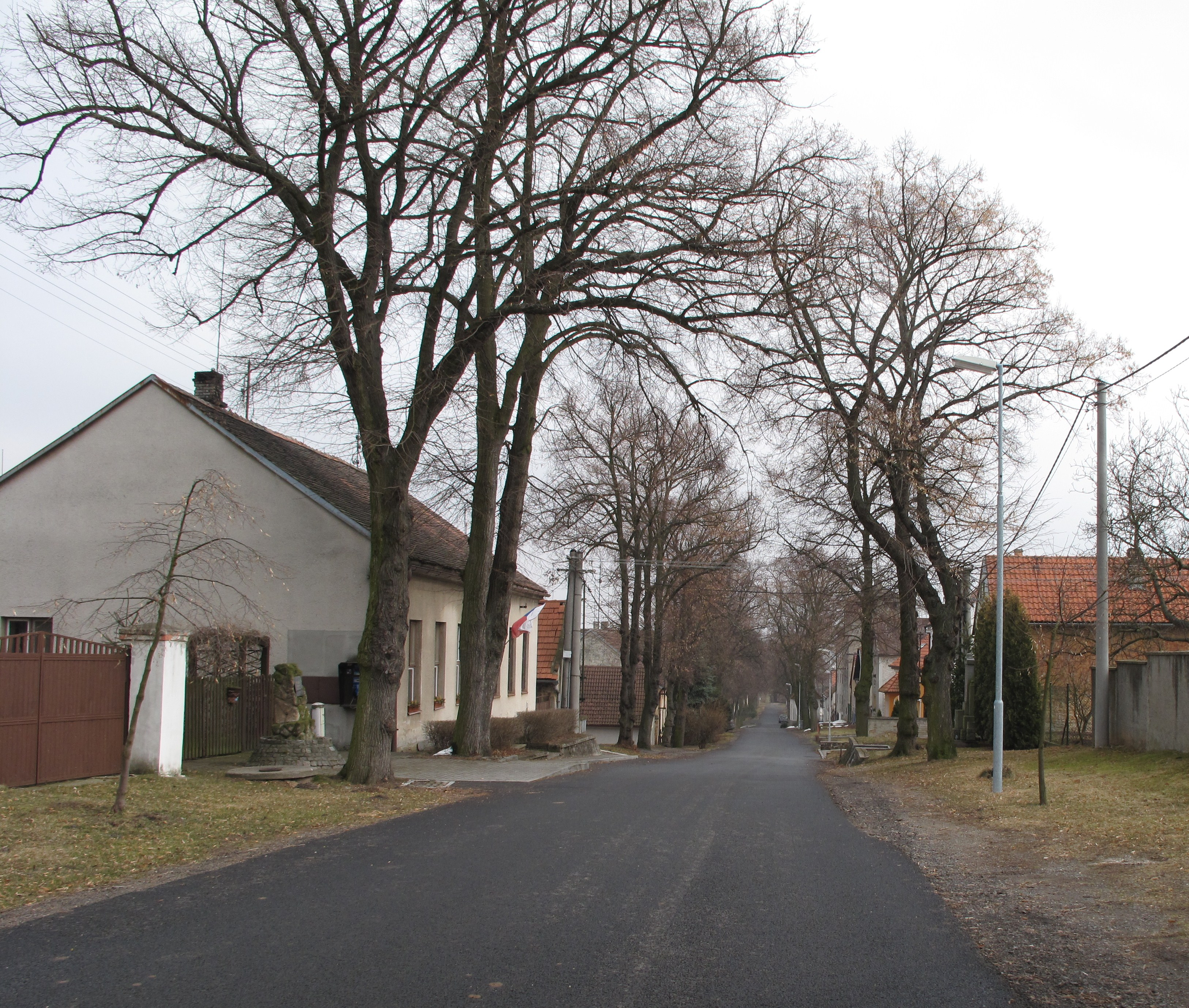
Obecní úřad (vlevo)
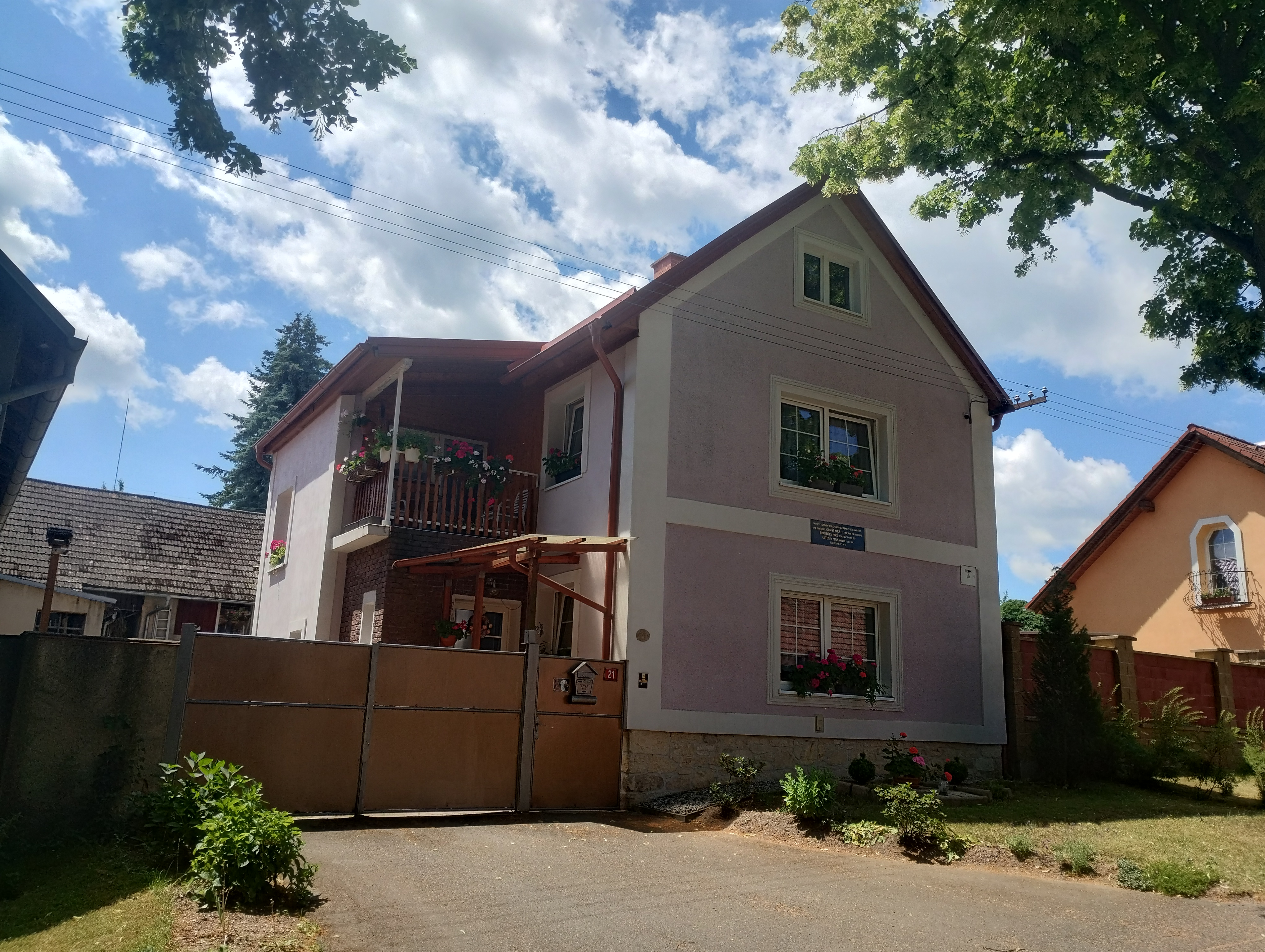
Rodný dům Arnošta Mikše, čp. 21
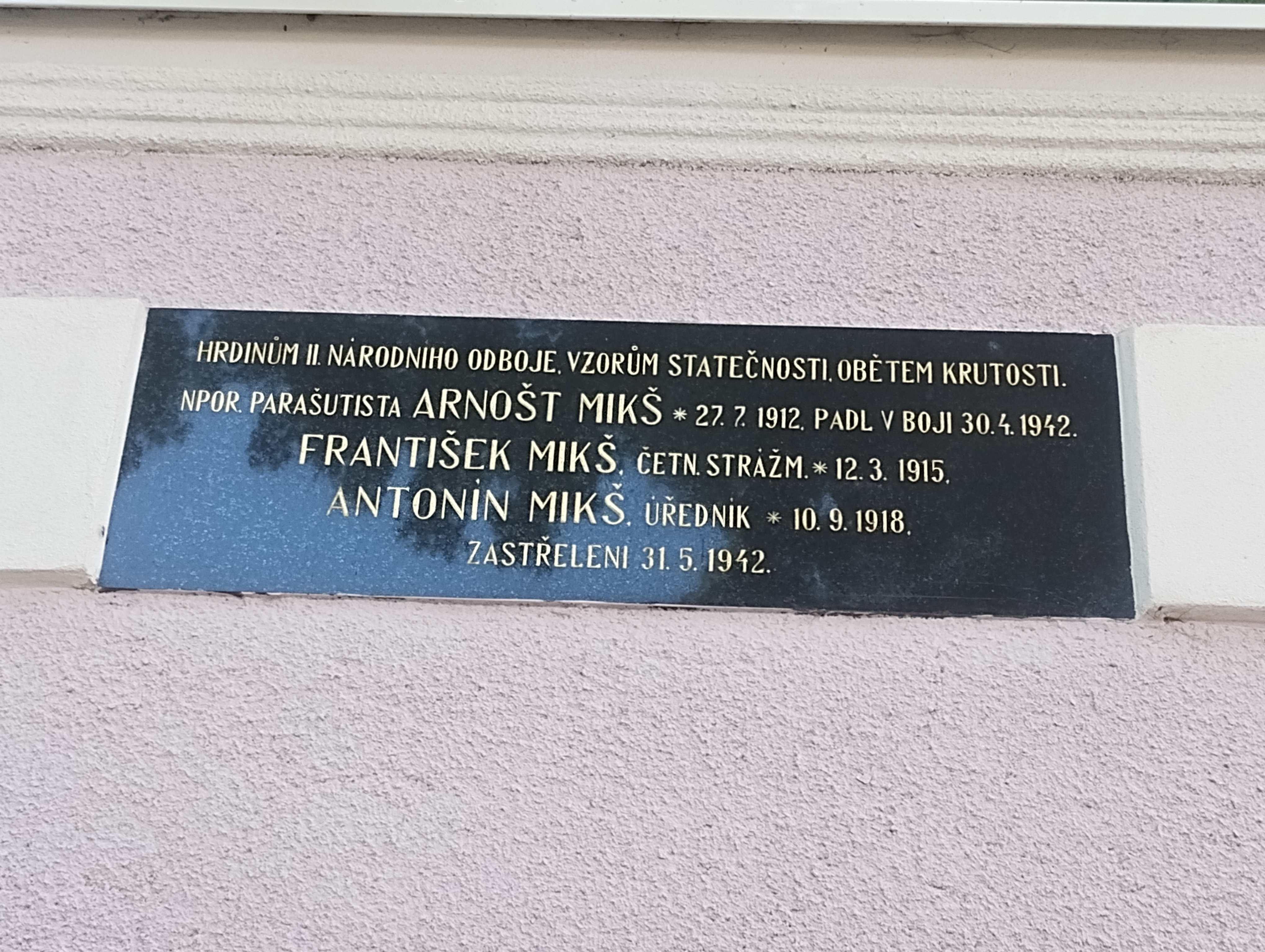
Pamětní deska na rodném domě Arnošta Mikše
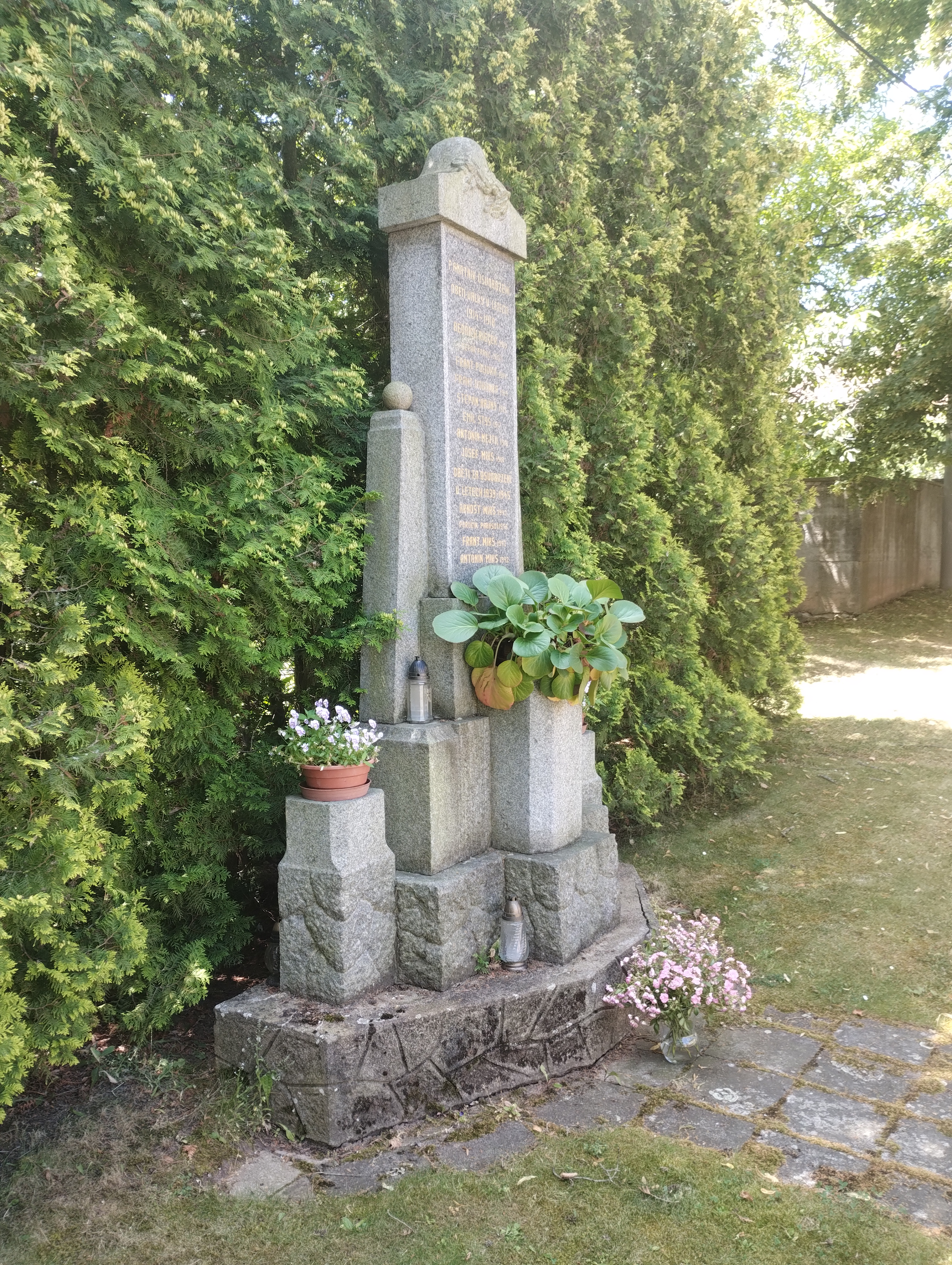
Pomník obětem 1. a 2. světové války
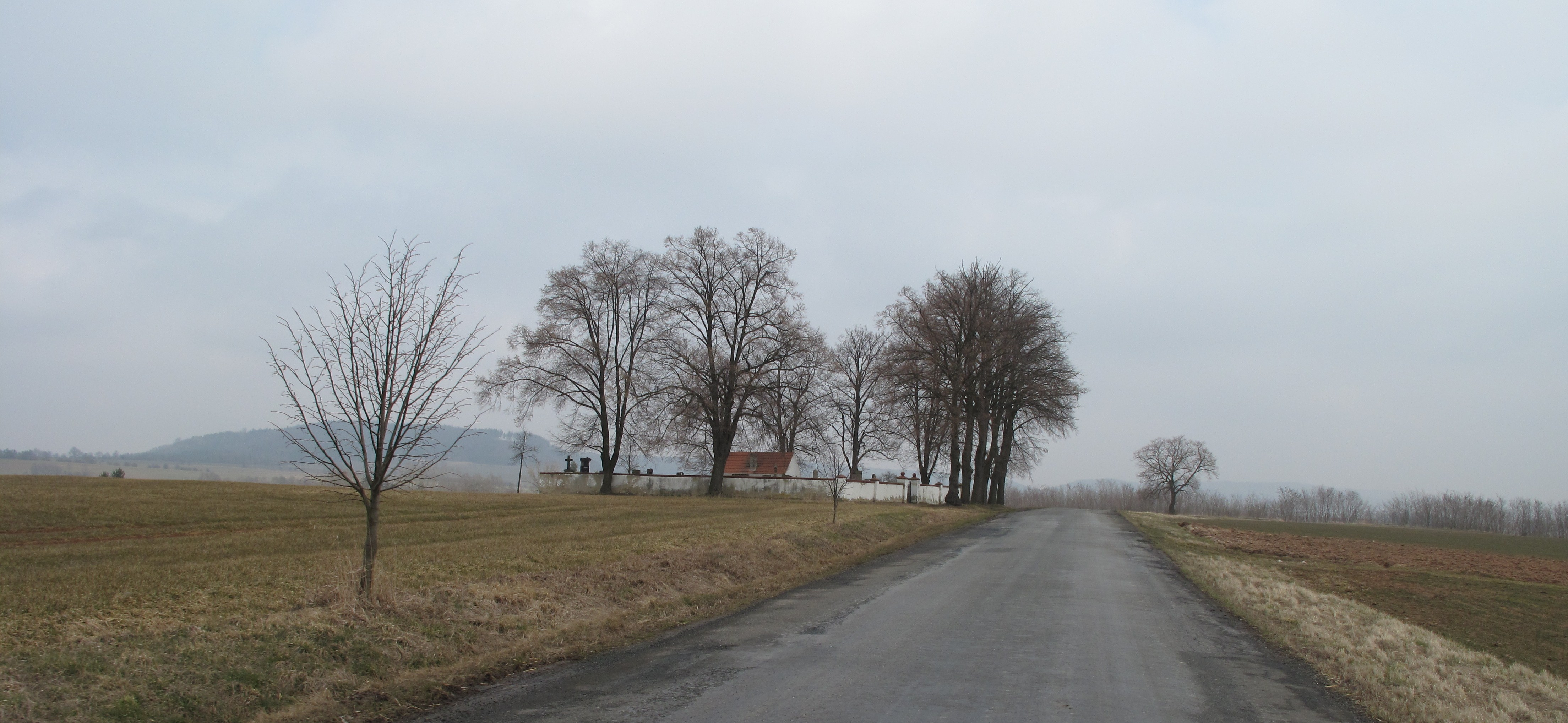
Hřbitov Janov